# Wiśniowa (gmina w województwie małopolskim)
Wiśniowa – gmina wiejska w województwie małopolskim, w powiecie myślenickim. W latach 1975–1998 gmina położona była w województwie krakowskim.
Siedziba gminy to Wiśniowa.
30 czerwca 2004 gminę zamieszkiwało 6780 osób. Natomiast według danych z 31 grudnia 2019 roku gminę zamieszkiwało 7412 osób.

## Struktura powierzchni
Według danych z roku 2002 gmina Wiśniowa ma obszar 67,06 km², w tym:
- użytki rolne: 54%
- użytki leśne: 37%

Gmina stanowi 9,96% powierzchni powiatu.

## Demografia

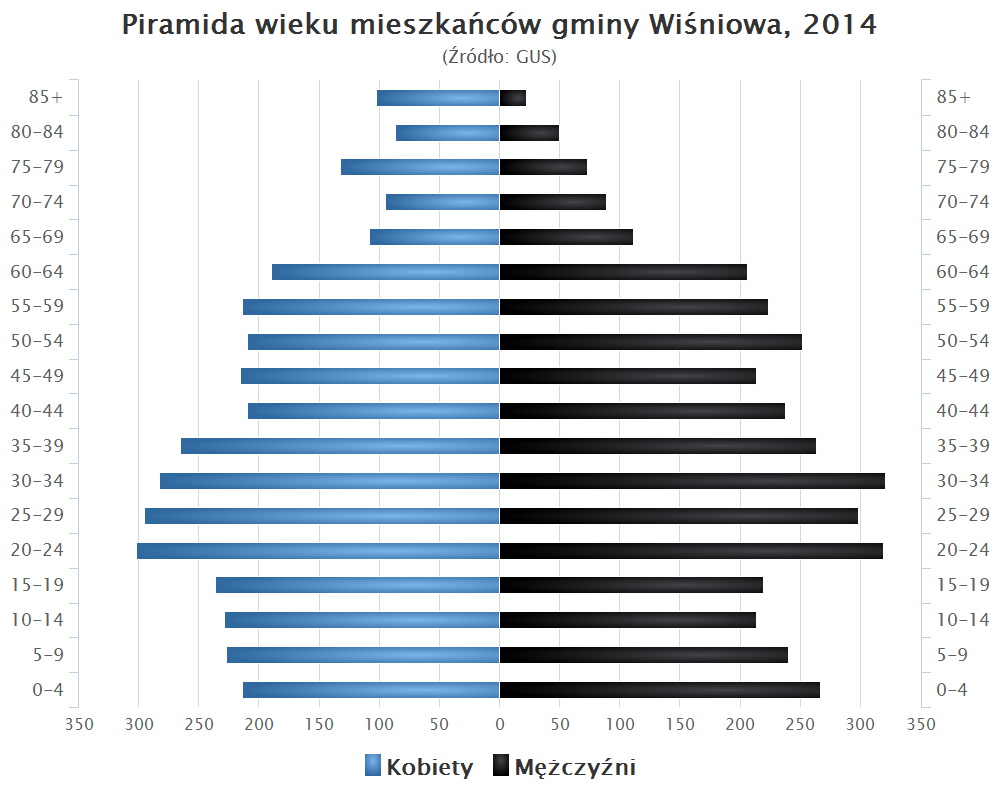
Piramida wieku mieszkańców gminy Wiśniowa w 2014 roku

Dane z 30 czerwca 2004:
| Opis                              | Ogółem | Ogółem | Kobiety | Kobiety | Mężczyźni | Mężczyźni |
| --------------------------------- | ------ | ------ | ------- | ------- | --------- | --------- |
| jednostka                         | osób   | %      | osób    | %       | osób      | %         |
| populacja                         | 6780   | 100    | 3434    | 50,6    | 3346      | 49,4      |
| gęstość zaludnienia (mieszk./km²) | 101,1  | 101,1  | 51,2    | 51,2    | 49,9      | 49,9      |

## Sołectwa
Glichów, Kobielnik, Lipnik, Poznachowice Dolne, Węglówka, Wierzbanowa, Wiśniowa.

## Interesujące obiekty
Na terenie gminy, w okolicy wsi Węglówka na szczycie Lubomiru znajduje się Obserwatorium Astronomiczne im. Tadeusza Banachiewicza na Lubomirze, jedyne obserwatorium w Polsce udostępnione stale zwiedzającym. Dwie komety w herbie gminy upamiętniają dwie komety odkryte w okresie dwudziestolecia międzywojennego w tym obserwatorium.

## Sąsiednie gminy
Dobczyce, Dobra, Jodłownik, Mszana Dolna, Myślenice, Pcim, Raciechowice